# Marathon de Nuuk
Le Marathon de Nuuk est un marathon annuel qui se déroule à Nuuk au Groenland. Il se déroule depuis 1990 et attire environ 350 compétiteurs chaque année.

## Parcours
Le parcours du marathon s'étend sur 21 097,5 mètres sur lequel les compétiteurs doivent courir deux fois. Le parcours passe par le Vieux-Nuuk, le port, et s'étend à travers Nuussuaq (Nuuk), en passant par l'aéroport et le nouveau quartier de Qinngorput et quelques montagnes avant de repasser par Nuuk.